# Sicana sphaerica
Sicana sphaerica är en gurkväxtart som beskrevs av Joseph Dalton Hooker. Sicana sphaerica ingår i släktet Sicana och familjen gurkväxter. Inga underarter finns listade i Catalogue of Life.